# Disa uniflora
Espèce
Statut CITES
Disa uniflora est une espèce sud-africaine d'orchidées. C'est l'espèce type du genre Disa et l'un de ses membres les plus connus. Il est parfois désigné sous son ancien nom Disa grandiflora.

## Distribution
Son aire de répartition est limitée aux montagnes de grès du sud-ouest du Cap en Afrique du Sud, à l'ouest d'Hermanus jusqu'à la montagne de la Table et au nord dans les montagnes Cederberg. Elle est commune sur la montagne de la Table et la table arrière, à des altitudes de 100 à 1 200 m, mais est rarement vue plus au sud sur la péninsule du Cap. L'orchidée pousse près des chutes d'eau, des ruisseaux et s'infiltre dans les montagnes. On ne le trouve cependant jamais le long des rives des barrages dont les niveaux d'eau varient considérablement au cours de l'année.

## Description
C'est une plante vivace assez robuste de 15 à 60 cm de hauteur, étalée par des stolons. Les feuilles sont en forme de lance, les inférieures étalées ou semi-dressées jusqu'à 25 cm de long. L'inflorescence a 1 à 3 fleurs. Les fleurs sont voyantes et peuvent mesurer 10 cm de diamètre sur les sépales s'étalant latéralement, de couleur écarlate à carmin. Le sépale médian et droit est rosâtre à l'intérieur avec des veines écarlates. Les pétales, beaucoup plus petits que les sépales, sont dressés de couleur jaune avec des taches rouges à leur sommet, mais écarlate pâle à leur base. Elle fleurit pendant les mois d'été, particulièrement en janvier, mais se poursuit en mars. Sa pollinisation est l'une des plus complexes de toutes les orchidées, impliquant le papillon Aeropetes tulbaghia.

## Emblème
Le Mountain Club of South Africa, la Western Province Rugby Team et la Western Cape Gymnastics Association utilisent l'image de cette espèce sur leurs badges et logos. C'est le logo du Mountain Club depuis sa fondation en 1891. Les fleurs sont également représentées sur le revers de la médaille Pro Merito (1975).

## Taxonomie
Disa uniflora a été décrit par Peter Jonas Bergius et publié dans Descriptiones Plantarum ex Capite Bonae Spei ... 348. 1767. 2 
Le nom du genre Disa est une référence à Disa, l'héroïne de la mythologie nordique réalisée par le botaniste Carl Peter Thunberg et uniflora est l'épithète latine qui signifie « une fleur ».

## Synonymes
- Disa barelli Hort. ex Puydt 1880
- Disa grandiflora L.f.
- Satyrium grandiflorum Thunb.